# Долины Ладон
Долины Ладон (лат. и англ. Ladon Valles) — речная долина на поверхности Марса. Находится к северу от марсианского экватора, в точке с координатами 22°36′ ю. ш. 28°42′ з. д. / 22,6° ю. ш. 28,7° з. д. Максимальная длина долины — 278 км. Названы в честь древнего названия греческой реки.
Известно, что долина Узбой, долины Ладон, Жемчужная земля и долина Арес, сейчас разделены большими кратерами, и когда-то входили в состав одного большого канала, который направлялся на север, к равнине Хриса. Главная гипотеза гласит, что источником воды этого канала, являлся переполненный кратер Аргир, ранее заполненный до краев, вода с которого стекала вниз, по южной части кратера. Если эти данные подтвердятся, то полная длина этой системы будет свыше 8000 км — самая большая из известных в Солнечной системе.